# Canarana nigripennis
Canarana nigripennis är en skalbaggsart som först beskrevs av Bates 1866.  Canarana nigripennis ingår i släktet Canarana och familjen långhorningar. Inga underarter finns listade.